# Armando Burneo Seminario
Armando Raúl Burneo Seminario es un político peruano. Fue diputado por el departamento de Piura durante el periodo parlamentario 1990-1992.
Nació en la ciudad de Piura, Perú, el 17 de septiembre de 1949. Fue miembro del Partido Popular Cristiano hasta el año 2015. fue elegido diputado por el departamento de Piura en las elecciones generales de 1990 por el FREDEMO. Su mandato, sin embargo, se vio interrumpido el 5 de abril de 1992 debido al autogolpe de Alberto Fujimori. Luego participó en las elecciones regionales del 2002 como candidato a la presidencia del Gobierno Regional de Piura por la Alianza Electoral Unidad Nacional.